# 김동준 (1981년)
김동준 (金東俊, 1981년 4월 19일 ~)은 대한민국의 전직 스타크래프트 프로게이머 출신 게임 해설자이다.

## 경력
1998년 8월부터 활동한 1세대 프로게이머이며, 또한 GO(Greatest One)팀(현 CJ 엔투스)의 초창기 멤버로 활동하였으며, "Rookie"라는 아이디를 사용하였다. 주종족은 테란 중심 랜덤이었다. 선수시절 공격적인 경기운영을 선보여 세계 최고의 공격수라는 별명을 얻었다. 또한 워크래프트 III 프로게이머로 활동하기도 했다. 종족은 나이트 엘프를 사용했다.
KPGA 1차 리그 16강까지 진출한 적이 있으며, 2002년 6월 Gembc(MBC 게임의 전신) 종족최강전의 해설을 맡게 되었다. 이후 스타크래프트 프로게이머에서 은퇴하고 게임해설자로 전향하였다.
2008년까지 MBC게임에서 MSL과 팀리그, 프로리그 등의 해설을 맡았고 2008년 병역 문제로 인해 스타크래프트 해설 활동을 잠시 중단하였다. 군 전역 후 MBC게임 스타리그 MSL로 복귀하였다.
2012년 2월 1일 MBC게임의 음악 채널 변경으로 인해 게임 중계가 불가능해지게 되어, 2012년 1월 10일 온게임넷의 리그 오브 레전드 리그 해설로 합류하였다.
2014년 3월 14일 개인적인 사정으로 인해 온게임넷의 리그 오브 레전드 챔피언스 해설에서 공식 하차했으며 2014년 4월 3일 LoL 마스터즈 해설로 다시 복귀했다.
2015년 5월 20일, 리그 오브 레전드 챔피언스 코리아 서머 시즌(LCK)의 개막과 함께 해설로 복귀했다.
2022년 6월 10일, 리그 오브 레전드 프로리그 서머 시즌(LPL)의 개막과 함께 한국어 해설로 합류했다. 이후 6월 13일, 일신상의 이유로 리그 오브 레전드 챔피언스 코리아 해설에서 공식 하차했다.

## 수상 경력
- 1998년 제 2회 하이텔배 GAMENET KPGL 준우승
- 1998년 제 4회 하이텔배 GAMENET KPGL 우승
- 1998년 제 5회 하이텔배 GAMENET KPGL 4위
- 1999년 제 1회 데이콤 보라넷배 프로게이머 올스타전 우승
- 1999년 제 1회 싱크마스터배 스포츠투데이 게임대회 3위
- 2000년 제 5회 외환카드배 KPGL 16강
- 2000년 제 1회 하이텔 개오동대회 우승
- 2000년 제 2회 Weppy starcraft master 2000' 단체전 8강
- 2000년 제 1회 한솔 엠닷컴배 국제게임랭킹 결정전 스타크래프트 개인전 우승
- 2000년 게임엑스포 주관 프로게이머 32인 초청 최강전 16강
- 2000년 프리챌배 온게임넷 스타리그 8강.
- 2000년 제 1회 골드뱅크배 KGL 프로리그스타크래프트 부문 준우승
- 2000년 제 2회 경향닷컴배 KGL 프로리그 통합부문 우승
- 2000년 제 1회 경향닷컴배 올스타전 8강
- 2000년 제 1회 종별 프로게임 선수권 대회 8강
- 2000년 제 2회 LG카드배 국제게임랭킹결정전 3위
- 2001년 제 1회 GAME-Q WORLDCHAMPIONSHIP 3위
- 2002년 KPGA 투어 1차리그 16강

## 해설 경력
- 2002~2008: 스타크래프트 해설
- 2012~2014, 2015~2022: 리그 오브 레전드(LCK) 해설
- 2017~2021: 배틀그라운드 해설
- 2022~현재: 리그 오브 레전드(LPL) 해설

## 같이 보기
- 이스포츠
- 프로게이머
- 스타크래프트
- 이승원
- 김철민